# 1988-as Eurovíziós Dalfesztivál
Az 1988-as Eurovíziós Dalfesztivál volt a harmincharmadik Eurovíziós Dalfesztivál, melynek Írország fővárosa, Dublin adott otthont. A helyszín a dublini RDS Simmonscourt Pavilion volt.

## A résztvevők
Ciprus alig pár héttel a verseny előtt lépett vissza, miután kiderült, hogy a nevezett daluk (Yiannis Dimitrou - Thimame) korábban már az 1984-es ciprusi nemzeti döntőn is részt vett, a szabályok pedig nem engedélyezik, hogy egy évnél korábbi dalok versenyezzenek. A fellépési sorrendben másodikak lettek volna. Így huszonegy dal versenyzett ebben az évben.
Az 1969-es Eurovíziós Dalfesztivál után tizenkilenc évvel, másodszor szerepelt a svéd Tommy Körberg. Ugyancsak másodszor vett részt a versenyen a portugál Dora és a török MFÖ. A dán Hot Eyes pedig 1984 és 1985 után már harmadszor csatlakozott a mezőnyhöz.

## A verseny
A dán Hot Eyes előadása nemcsak amiatt maradt emlékezetes, hogy már harmadszor vettek részt. A duó női tagja, Kirsten Siggard ugyanis nyolc hónapos terhesen állt színpadra, és néhány héttel a verseny után született meg kisfia.
Először fordult elő az is, hogy anya és lánya együtt versenyzett, a német Maxi és Chris Garden személyében.
Ugyancsak első alkalommal történt meg, hogy egy korábbi műsorvezető énekesként tért vissza. Az izraeli Yardena Arazi az 1979-es Eurovíziós Dalfesztiválon volt az est házigazdája.
A verseny Magyarországon élőben volt látható az MTV 2-n. A közvetítés kommentátora Vágó István volt.

## A szavazás
A szavazási rendszer megegyezett az 1980-as versenyen bevezetettel. Minden ország a kedvenc 10 dalára szavazott, melyek 1-8, 10 és 12 pontot kaptak. A szóvivők növekvő sorrendben hirdették ki a pontokat.
Ausztria – ezzel a szavazási rendszerrel – először zárta nulla ponton a versenyt.
Érdekesség, hogy először fordult elő, hogy Törökország pontot adott Görögországnak, pedig ekkor már mindkét ország több, mint tíz éve versenyzett. Viszont a törököknek még egészen 1997-ig kellett várniuk ugyanerre.
Minden idők egyik legizgalmasabb szavazását láthatták a nézők. Mikor még három zsűritag volt hátra – francia, portugál és jugoszláv – az Egyesült Királyságnak 133 pontja volt, szemben a második Svájc 118 pontjával. A francia zsűri meglepetésre mindössze egy pontot adott Svájcnak, ekkor eldőlni látszott a verseny, azonban a brit dal pontot sem kapott. Ezután a portugál zsűri 3 pontot adott a brit dalnak, és Svájcnak 12 pontot. Így az utolsó zsűri előtt 136-131 volt az állás. A jugoszlávok csak 6 pontot adtak Svájcnak, és ezzel ugyan ők kerültek az élre 1 ponttal, de valószínű volt, hogy az Egyesült Királyság is fog pontot kapni. Először fordult elő, hogy az utolsó zsűritag utolsó, 12 pontjának kihirdetésekor még nem dőlt el a verseny – ezt Franciaország kapta, így nem változott az állás és végül mindössze egy ponttal, 137-136-ra nyert Svájc és Céline Dion.
Ez volt Svájc második győzelme. Rekordot jelentő harminckettő évet kellett várniuk erre, hiszen korábban az első, 1956-os Eurovíziós Dalfesztiválon nyertek. (Ezt később Dánia döntötte meg, mikor 1963 után harminchét évvel, 2000-ben nyertek másodszorra.)
Céline Dion később minden idők egyik legsikeresebb énekesnőjévé vált. Rajta kívül az itt Luxemburgot képviselő Lara Fabian is nemzetközi karriert futott be.

## Térkép

Részt vevő országok
Országok, melyek korábban részt vettek, de ebben az évben nem

## Eredmények
| #  | Ország             | Nyelv       | Előadó               | Dal                                    | Magyar fordítás                                | Helyezés | Pontszám |
| -- | ------------------ | ----------- | -------------------- | -------------------------------------- | ---------------------------------------------- | -------- | -------- |
| 01 | Izland             | izlandi     | Beathoven            | Þú og þeir (Sókrates)                  | Te és ők (Szókratész)                          | 16.      | 20       |
| 02 | Svédország         | svéd        | Tommy Körberg        | Stad i ljus                            | A fény városa                                  | 12.      | 52       |
| 03 | Finnország         | finn        | Boulevard            | Nauravat silmät muistetaan             | A nevető szemekre emlékeznek                   | 20.      | 3        |
| 04 | Egyesült Királyság | angol       | Scott Fitzgerald     | Go                                     | Menj                                           | 2.       | 136      |
| 05 | Törökország        | török       | MFÖ                  | Sufi                                   | Szúfi                                          | 15.      | 37       |
| 06 | Spanyolország      | spanyol     | La Década Prodigiosa | La chica que yo quiero (Made in Spain) | A lány, akit akarok (Spanyolországban készült) | 11.      | 58       |
| 07 | Hollandia          | holland     | Gerard Joling        | Shangri-La                             | —                                              | 9.       | 70       |
| 08 | Izrael             | héber       | Jardena Arazí        | Ben adam                               | Emberi lény                                    | 7.       | 85       |
| 09 | Svájc              | francia     | Céline Dion          | Ne partez pas sans moi                 | Ne menj el nélkülem                            | 1.       | 137      |
| 10 | Írország           | angol       | Jump The Gun         | Take Him Home                          | Vidd őt haza                                   | 8.       | 79       |
| 11 | Németország        | német       | Maxi és Chris Garden | Lied für einen Freund                  | Dal egy barátnak                               | 14.      | 48       |
| 12 | Ausztria           | német       | Wilfried             | Lisa Mona Lisa                         | —                                              | 21.      | 0        |
| 13 | Dánia              | dán         | Hot Eyes             | Ka’ du se hva’ jeg sa’?                | Nem látod, hogy ezt mondtam neked?             | 3.       | 92       |
| 14 | Görögország        | görög       | Afroditi Frida       | Clown                                  | Bohóc                                          | 17.      | 10       |
| 15 | Norvégia           | norvég      | Karoline Krüger      | For vår jord                           | A Földünknek                                   | 5.       | 88       |
| 16 | Belgium            | francia     | Reynaert             | Laissez briller le soleil              | Hadd süssön a Nap                              | 18.      | 5        |
| 17 | Luxemburg          | francia     | Lara Fabian          | Croire                                 | Hinni                                          | 4.       | 90       |
| 18 | Olaszország        | olasz       | Luca Barbarossa      | Vivo (Ti scrivo)                       | Élek (Neked írok)                              | 12.      | 52       |
| 19 | Franciaország      | francia     | Gérard Lenorman      | Chanteur de charme                     | Sanzonénekes                                   | 10.      | 64       |
| 20 | Portugália         | portugál    | Dora                 | Voltarei                               | Visszatérek                                    | 18.      | 5        |
| 21 | Jugoszlávia        | szerbhorvát | Srebrna krila        | Mangup                                 | Gazember                                       | 6.       | 87       |

## Ponttáblázat
|                    | Zsűrik | Zsűrik     | Zsűrik     | Zsűrik             | Zsűrik      | Zsűrik        | Zsűrik    | Zsűrik | Zsűrik | Zsűrik   | Zsűrik      | Zsűrik   | Zsűrik | Zsűrik      | Zsűrik   | Zsűrik  | Zsűrik    | Zsűrik      | Zsűrik        | Zsűrik     | Zsűrik      | Zsűrik |
| Össz               | Izland | Svédország | Finnország | Egyesült Királyság | Törökország | Spanyolország | Hollandia | Izrael | Svájc  | Írország | Németország | Ausztria | Dánia  | Görögország | Norvégia | Belgium | Luxemburg | Olaszország | Franciaország | Portugália | Jugoszlávia |        |
| ------------------ | ------ | ---------- | ---------- | ------------------ | ----------- | ------------- | --------- | ------ | ------ | -------- | ----------- | -------- | ------ | ----------- | -------- | ------- | --------- | ----------- | ------------- | ---------- | ----------- | ------ |
| Izland             | 20     |            | 1          |                    |             |               |           | 4      |        |          |             |          |        | 4           |          |         |           |             | 1             | 2          | 8           |        |
| Svédország         | 52     | 3          |            |                    | 2           |               |           | 8      |        |          | 5           |          |        | 8           |          | 12      | 1         | 3           | 10            |            |             |        |
| Finnország         | 3      |            |            |                    |             |               |           |        | 3      |          |             |          |        |             |          |         |           |             |               |            |             |        |
| Egyesült Királyság | 136    | 1          | 5          | 10                 |             | 12            | 10        |        | 10     | 5        | 7           | 10       | 10     | 10          | 6        | 5       | 12        | 8           | 12            |            | 3           |        |
| Törökország        | 37     |            | 4          |                    | 1           |               | 5         | 1      | 8      |          |             | 8        |        |             |          |         |           | 4           |               | 6          |             |        |
| Spanyolország      | 58     | 2          |            |                    |             | 5             |           |        | 2      | 6        |             |          | 8      | 1           | 8        | 2       | 6         | 6           | 8             |            |             | 4      |
| Hollandia          | 70     |            |            |                    | 6           | 6             |           |        | 7      | 7        | 2           | 6        |        |             | 12       |         |           | 12          | 5             |            |             | 7      |
| Izrael             | 85     | 6          |            | 6                  | 4           |               | 6         | 3      |        | 10       | 1           | 5        | 2      |             | 3        |         | 10        | 5           | 3             | 10         | 10          | 1      |
| Svájc              | 137    | 7          | 12         | 5                  | 10          | 10            | 8         | 10     | 4      |          | 10          | 12       |        |             | 10       | 8       | 4         | 1           | 7             | 1          | 12          | 6      |
| Írország           | 79     |            | 7          | 2                  | 3           | 2             | 12        | 6      |        | 4        |             | 7        | 6      | 7           |          | 7       | 5         |             |               | 4          | 5           | 2      |
| Németország        | 48     | 8          |            |                    | 5           | 1             | 3         |        | 5      |          | 6           |          |        | 6           |          | 4       |           |             |               |            | 2           | 8      |
| Ausztria           | 0      |            |            |                    |             |               |           |        |        |          |             |          |        |             |          |         |           |             |               |            |             |        |
| Dánia              | 92     | 10         | 3          | 4                  |             |               | 1         | 12     | 6      | 1        | 4           | 4        | 12     |             |          | 10      | 7         |             |               | 12         | 6           |        |
| Görögország        | 10     |            |            |                    |             | 3             |           |        |        |          |             |          |        |             |          |         |           |             |               | 7          |             |        |
| Norvégia           | 88     | 5          | 8          | 7                  | 12          |               |           | 7      | 1      |          | 8           | 1        | 3      | 5           | 7        |         | 3         |             | 4             |            | 7           | 10     |
| Belgium            | 5      |            |            |                    |             |               |           |        |        |          |             |          |        |             |          |         |           |             |               | 5          |             |        |
| Luxemburg          | 90     | 4          | 10         | 12                 | 7           |               |           | 5      |        | 12       | 12          |          | 1      | 2           | 2        | 6       | 8         |             | 2             |            | 4           | 3      |
| Olaszország        | 52     |            |            | 8                  |             | 4             | 7         |        |        | 8        |             | 2        | 5      |             |          | 3       |           | 2           |               | 8          |             | 5      |
| Franciaország      | 64     |            | 2          | 3                  |             | 8             | 2         | 2      |        | 3        |             | 3        | 7      | 3           | 5        | 1       | 2         | 10          |               |            | 1           | 12     |
| Portugália         | 5      |            |            |                    |             |               | 4         |        |        |          |             |          |        |             | 1        |         |           |             |               |            |             |        |
| Jugoszlávia        | 87     | 12         | 6          | 1                  | 8           | 7             |           |        | 12     | 2        | 3           |          | 4      | 12          | 4        |         |           | 7           | 6             | 3          |             |        |

## 12 pontos országok
| Darab | 12 pontos ország                                         |
| ----- | -------------------------------------------------------- |
| 3     | Egyesült Királyság, Svájc, Dánia, Luxemburg, Jugoszlávia |
| 2     | Hollandia                                                |
| 1     | Svédország, Norvégia, Írország, Franciaország            |

## Visszatérő előadók
| Előadó        | Ország      | Előző év(ek)                            |
| ------------- | ----------- | --------------------------------------- |
| Tommy Körberg | Svédország  | 1969                                    |
| Boulevard     | Finnország  | 1987                                    |
| MFÖ           | Törökország | 1985                                    |
| Yardena Arazi | Izrael      | 1976 (Chocolate Menta Mastik tagjaként) |
| Hot Eyes      | Dánia       | 1984, 1985                              |
| Dora          | Portugália  | 1986                                    |